# 貓泛白血球減少症病毒
貓泛白血球減少症病毒( Carnivore protoparvovirus 1，簡稱CPPV 1) 是一种會感染食肉动物的细小病毒科病毒。它会导致狗和猫以及其他食肉动物（例如浣熊、貂）出現胃肠道、免疫系统和神经系统疾病，同時白细胞減少，且該疾病極具傳染性。上述疾病俗稱猫瘟。